# 小林久晃 (競馬)
小林 久晃（こばやし ひさあき、1975年10月11日 - ）は、神奈川県横浜市出身の元騎手・現調教助手。

## 来歴
4歳上の姉と1歳上の兄と共に育てられたサッカー少年であったが、体が大きくならず、中学入学後は力負けするようになる。
身長が低いことに悩んでいた時に父が「小さい体を生かせる仕事もある」と言って中山競馬場へ連れて行き、イブキマイカグラが勝った弥生賞を見たのが騎手になるきっかけとなった。
父が願書を取り寄せた競馬学校にダメ元で受けると合格し、岩部純二・植野貴也・菊地昇吾・高山太郎・幸英明・吉田豊・渡辺薫彦と同期の10期生になったが、入学後に初めて馬に触れた。
2年時には兄が交通事故で他界し、母の酷い憔悴ぶりから「僕まで危険な目に遭ってはマズい」と考えて騎手の道を続けるべきかと悩んだが、兄の事を思って自ら道を断つのは違うと翻意し、競馬学校に戻った。
卒業後の1994年3月に美浦・高橋祥泰厩舎からデビューし、高橋は騎乗場所や厩舎まで全面的に助けた。
1年目の1994年は3月5日の小倉第1競走4歳以上オープン・ヒロタイム（12頭中6着）で初騎乗を果たし、翌6日の小倉第2競走4歳未勝利・アップトゥユーで初勝利を挙げる 。その後、新人騎手が小倉でデビューするのは、2009年の松山弘平まで15年間も現れなかった。4月30日の新潟第6競走4歳未勝利では藤沢和雄厩舎のグロリアキーストンで10番人気ながら逃げ切って枠連・馬連万馬券の波乱を起こし、8月13日・14日の新潟では初の2日連続勝利を挙げる。初年度から2桁の11勝をマークし、2000年まで7年連続2桁勝利を記録。
2年目の1995年には2月4日の小倉で初の1日2勝を記録し、同18日には2度目の1日2勝 で冬の小倉戦計4勝、福島戦10勝に秋の新潟戦5勝を挙げ、初の20勝台で自己最多の25勝をマーク。
3年目の1996年にはコクトジュリアンで青函ステークス→マリーンステークスと夏の函館1200mのOP特別を連勝し、2年連続で最後の20勝台となる24勝をマーク。
1997年にはコクトジュリアンでCBC賞ではフラワーパーク・ヒシアケボノのGI馬2頭にシンコウフォレスト・マサラッキの後のGI馬2頭も抑えて3着に入り、スプリンターズステークス（16頭中15着）でGI初騎乗も果たす。
1998年の七夕賞では16頭中16番人気のタイキフラッシュで意表を突く逃げを打ってペースを握ると、直線でも1番人気のランニングゲイルが手応えなく馬群に飲み込まれていく中、道中気持ちよく逃げたリードを活かして粘り、オフサイドトラップにクビ差2着と健闘。
1999年には10月3日の福島第3競走4歳未勝利を16頭中16番人気のサウスビューティーで逃げ切って単勝・馬連万馬券の波乱を起こし、昇級初戦の久慈川特別（500万下）も逃げ切って連勝。秋の福島最終日には福島記念をレオリュウホウで2着に入ると、最終第12競走4歳以上500万下ではドリームライフで未勝利勝ちから連勝し、通算100勝を達成。
2000年からはフリーとなるが、2001年には5勝と初めて1桁に終わる。
2002年にはシンボリビンテージで中京記念・七夕賞5着、タイキメビウスではアイビスサマーダッシュでカルストンライトオ・ブレイクタイムに次ぐ3着に入り、12勝と盛り返すが、2桁勝利は同年が最後となった。
2003年にはティエッチグレースで抜群のダッシュ力を武器にバーデンバーデンカップをスイスイ逃げ切ってレコード勝ちし、アイビスサマーダッシュではセオリー通りに外ラチ沿いを先行して主導権を握り、粘り込みを図ったが、船橋の左海誠二が騎乗するイルバチオにゴール前差し切られて2着に終わった。
2004年2月29日の中山第4競走3歳未勝利ではタイキシャトル産駒でアドマイヤコジーンの半弟という良血タイキエンデバーに騎乗し、スタートから気合いをつけて、好位追走から直線抜け出して勝利。5月8日の新潟第10競走松浜特別ではマリウスで折り合いをつけることだけに専念し、道中最後方から直線でいい脚を使って勝利。9月25日の中山第11競走セプテンバーステークスではソルトレイクスターで先手を取り、直線では2番手のアタゴタイショウ、内から追い込んできたスウィートエルフに並ばれてからも抜かせず、ゴール一杯粘り切った。
2005年4月16日の福島第1競走3歳未勝利ではマリーハドソンで3番手追走からゴール前クビ差抜け出して勝利し、管理する師匠の高橋に通算400勝をもたらしたが、自身は初めて1勝に終わる。
2006年12月2日の中山第7競走3歳以上1000万下では7番人気ハナパックで16番人気カマーバンドと12番人気シュウザンアイの追い込みを封じて逃げ切り、3連複は560通り中546番人気の164万9790円を記録し、同日の第1競走に次ぐJRA3連複史上3位の高配当となった。
2007年2月18日の東京第7競走4歳以上500万下ではピーターキャットで3コーナーから外を回って進出態勢を取ると、直線ではゴール前で早目に先頭に立ち、最後は少し内にささりながらもゴール。2001年6月10日以来5年8ヶ月ぶりの東京戦勝利を挙げたが、5年8ヶ月前の勝利も東京最終日第7競走500万下であった。競馬評論家の阿部幸太郎は自身の本命馬であったため、双眼鏡の焦点をピーターキャット中心に合わせると、向正面で前を行く他馬よりも楽しそうに走る姿を見て直感が働く。直線では「コバキュー、頑張れっー!もう少しだ!」と個人的に応援し、検量室で「おめでとう、キューちゃん!」と迎えると、師匠の高橋が「おめでとう、良かったね」と小林の肩を叩いて行った。
2008年には秋の東京ダート戦だけで2勝を挙げたが、2009年2月21日の小倉第2競走3歳未勝利・オルーロが最後の勝利となる。
2009年には引退を考え、高橋に相談すると、小耳に挟んだ菊川正達調教師に声をかけられる。
2010年1月からは菊川厩舎の所属となるが、掲示板には1回しか載れなかった。11月6日の東京第3競走2歳未勝利・ダイメイパックマン（16頭中16着）が最後の騎乗となり、12月31日付で現役を引退 。
引退後は2011年から菊川厩舎の調教助手となり、2013年1月に久保田貴士厩舎に移籍。
2017年に息子の小林脩斗が競馬学校に36期生として入学し、2020年2月11日に卒業し、3月1日にデビューした。

## 騎乗成績
| 年度   | 1着 | 2着 | 3着 | 騎乗数 | 勝率 | 連対率 | 複勝率 |
| ------ | --- | --- | --- | ------ | ---- | ------ | ------ |
| 1994年 | 11  | 11  | 19  | 217    | .051 | .101   | .189   |
| 1995年 | 25  | 38  | 30  | 389    | .064 | .160   | .237   |
| 1996年 | 24  | 20  | 28  | 312    | .077 | .141   | .231   |
| 1997年 | 15  | 19  | 22  | 269    | .056 | .126   | .207   |
| 1998年 | 11  | 17  | 21  | 219    | .050 | .127   | .222   |
| 1999年 | 15  | 15  | 11  | 211    | .071 | .142   | .194   |
| 2000年 | 15  | 14  | 15  | 239    | .063 | .121   | .183   |
| 2001年 | 5   | 7   | 15  | 202    | .025 | .059   | .133   |
| 2002年 | 12  | 12  | 14  | 260    | .046 | .092   | .146   |
| 2003年 | 4   | 6   | 3   | 167    | .024 | .060   | .077   |
| 2004年 | 8   | 5   | 8   | 134    | .060 | .097   | .157   |
| 2005年 | 1   | 2   | 2   | 108    | .009 | .028   | .046   |
| 2006年 | 3   | 2   | 2   | 78     | .038 | .063   | .089   |
| 2007年 | 2   | 0   | 2   | 60     | .033 | .033   | .067   |
| 2008年 | 2   | 1   | 2   | 56     | .036 | .054   | .089   |
| 2009年 | 1   | 1   | 0   | 46     | .022 | .043   | .043   |
| 2010年 | 0   | 0   | 0   | 47     | .000 | .000   | .000   |
| 中央   | 154 | 170 | 194 | 3025   | .051 | .107   | .171   |
| 地方   | 1   | 2   | 1   | 45     | .022 | .067   | .089   |

|            | 日付           | 競馬場・開催  | 競走名            | 馬名             | 頭数 | 人気 | 着順 |
| ---------- | -------------- | ------------- | ----------------- | ---------------- | ---- | ---- | ---- |
| 初騎乗     | 1994年3月5日   | 2回小倉3日1R  | アラ4歳上オープン | ヒロタイム       | 12頭 | 5    | 6着  |
| 初勝利     | 1994年3月6日   | 2回小倉4日2R  | 4歳未勝利         | アップトゥユー   | 10頭 | 3    | 1着  |
| 重賞初騎乗 | 1995年10月22日 | 2回新潟8日11R | カブトヤマ記念    | ラグビーカイザー | 15頭 | 11   | 13着 |
| GI初騎乗   | 1997年12月14日 | 5回中山6日11R | スプリンターズS   | コクトジュリアン | 16頭 | 15   | 15着 |